# Louis-Albert Vachon
Louis-Albert Vachon (4 de fevereiro de 1912 - 29 de setembro de 2006) foi um educador canadense, clérigo da Igreja Católica Romana e Arcebispo emérito de Québec.
Ele se tornou cardeal em 25 de maio de 1985.

## História
Vachon nasceu e foi criado em Saint-Frédéric, Quebec , um de uma família de seis pessoas. Ele se formou bacharel em Artes no Seminário Menor de Quebec em 1934 e estudou teologia no Seminário Maior de Quebec antes de ser ordenado por Jean-Marie-Rodrigue Cardinal Villeneuve em 11 de junho de 1938. Ele então estudou na Université Laval , graduando-se em 1941. com um Ph.D. em filosofia . Ele ensinou filosofia na Université Laval de 1941 a 1947, e então começou seus estudos no Pontifício Ateneu Angelicum em Roma , Itália., onde foi premiado com um doutorado em teologia em 1949 com uma dissertação intitulada "La vertu d'espérance et le peché de présomption: leur nature et leur opposition mutuelle".
O padre Vachon retornou a Quebec em 1949 para assumir o cargo de professor de teologia, cargo que ocupou de 1949 a 1955. Nesse ano, foi indicado como reitor do Grand Seminary de Quebec e vice-reitor da Université Laval. Em 1958 ele foi nomeado Prelado Nacional de Sua Santidade sob o Papa João XXIII , um título que deu a Vachon a posição e o estilo de monsenhor .
Em 1960, Vachon foi convidado a assumir o cargo de reitor da Universidade de Laval; ocupou esta posição até 1972. Ele serviu em vários cargos com a Arquidiocese Católica Romana de Quebec até ser eleito Bispo Titular de Mesarfelta e nomeado Auxiliar de Quebec em 4 de abril de 1977. Ele foi consagrado em 14 de maio daquele ano em Quebec. Vachon foi eleito arcebispo de Quebec em 20 de março de 1981, com a aposentadoria do arcebispo anterior, Maurice Cardinal Roy , e criou o cardeal-sacerdote pelo papa João Paulo II no consistório de 25 de maio de 1985. Ele recebeu o biretta vermelho e o título de San Paolo della Croce a Corviale naquele dia.
Vachon renunciou ao governo pastoral da arquidiocese e tornou-se arcebispo emérito de Quebec em 17 de março de 1990. Após sua aposentadoria, ele viveu na cidade de Quebec e depois em Beauport, Quebec . Ele morreu em 29 de setembro de 2006, na cidade de Quebec.
Ele foi feito um Companheiro da Ordem do Canadá em 1969 e um oficial da Ordem Nacional do Quebec em 1985.